# Vlasenica (Vladimirci)
Pour les articles homonymes, voir Vlasenica.
Vlasenica (en serbe cyrillique : Власеница) est un village de Serbie situé dans la municipalité de Vladimirci, district de Mačva. Au recensement de 2011, il comptait 418 habitants.

## Démographie

### Évolution historique de la population
| 1948 | 1953 | 1961 | 1971 | 1981 | 1991 | 2002 | 2011 |
| ---- | ---- | ---- | ---- | ---- | ---- | ---- | ---- |
| 734  | 731  | 687  | 630  | 597  | 524  | 482  | 418  |

|  |